# كوري كروفورد
كوري كروفورد (بالإنجليزية: Corey Crawford)‏ هو لاعب هوكي الجليد كندي، ولد في 31 ديسمبر 1984 في شاتوغيه في كندا.

## وصلات خارجية
- كوري كروفورد على موقع دوري الهوكي الوطني (الإنجليزية)
- كوري كروفورد على موقع قاعة مشاهير الهوكي (لاعب أن.إتش.أل) (الإنجليزية)
- كوري كروفورد على موقع EliteProspects.com (الإنجليزية)
- كوري كروفورد على موقع HockeyDB.com (الإنجليزية)
- كوري كروفورد على موقع Hockey-Reference.com (الإنجليزية)